# Người Ukraina
Người Ukraina (tiếng Ukraina: українці, đã Latinh hoá: ukraintsi, phát âm [ʊkrɐˈjinʲts⁽ʲ⁾i]) là một dân tộc Đông Slav bản địa tại Ukraina. Bản ngữ của người Ukraina là tiếng Ukraina. Đa số người Ukraina là tín đồ Chính thống giáo Đông phương, một số người Ukraina theo Công giáo.
Dưới thời Thịnh vượng chung Ba Lan–Litva, Đế quốc Áo rồi Áo-Hung, cư dân Đông Slav sống tại lãnh thổ nay là Ukraina được gọi là người Ruthenia, ám chỉ đến lãnh thổ Ruthenia; người Ukraina sống dưới quyền Đế quốc Nga được gọi là người Tiểu Nga, đặt theo lãnh thổ Tiểu Nga. Tên dân tộc Ukraina là một thuật ngữ có liên hệ với Quốc gia hetman Cossack, được sử dụng sau phong trào phục hưng dân tộc Ukraina. Di sản Cossack thường xuyên được nhấn mạnh, chẳng hạn như trong quốc ca Ukraina.
Các công dân của Ukraina cũng được gọi là người Ukraina bất kể nguồn gốc dân tộc của họ.

## Tên dân tộc
Tên dân tộc người Ukraina chỉ được sử dụng rộng rãi trong thế kỷ 20 sau khi lãnh thổ Ukraina giành được địa vị quốc gia riêng biệt vào năm 1917. Từ thế kỷ 14 đến thế kỷ 16, phần phía tây của lãnh thổ nay là Nga thuộc châu Âu, cùng với lãnh thổ miền bắc Ukraina và Belarus (Tây Rus) phần lớn được gọi là Rus, kế tục truyền thống của Kiev Rus'. Người dân trên các lãnh thổ này thường được gọi là Rus hoặc Rusyn (gọi là Ruthenia tại Tây Âu và Trung Âu).
Tiếng Ukraina giống như tiếng Nga và Belarus hiện đại đều bắt nguồn từ tiếng Đông Slav Cổ. Tại Tây Âu và Trung Âu thì ngôn ngữ này được gọi là "tiếng Ruthenia". Trong thế kỷ 16 và 17, khi Sich Zaporozhia được thành lập, tên gọi Ukraina và người Ukraina bắt đầu được sử dụng tại Sloboda Ukraina. Sau khi Sich Zaporozhia suy tàn và Đế quốc Nga thiết lập quyền bá chủ tại Ukraina tả ngạn, người Nga gọi người Ukraina một cách rộng rãi hơn bằng tên gọi "người Tiểu Nga" (Malorossy), đa số giới tinh hoa Ukraina tán thành danh tính Tiểu Nga và tiếp nhận tiếng Nga (do tiếng Ukraina bị đặt ngoài vòng pháp luật trong hầu hết bối cảnh). Ngoại danh này (ngày nay được cho là một sự áp đặt nhục nhã của đế quốc) không được phổ biến rộng rãi trong tầng lớp nông dân vốn chiếm đa số trong dân cư. Các nông dân Ukraina vẫn gọi quốc gia của họ là "Ukraina" (một tên gọi có liên hệ với Sich Zaporozhia, với Quốc gia hetman và với cuộc đấu tranh chống lại người Ba Lan, người Nga, người Thổ Nhĩ Kỳ và người Tatar Krym) và gọi bản thân cùng ngôn ngữ của họ là người Ruthenia/tiếng Ruthenia.
Cuốn sách Eneyida (Aeneid) của Ivan Kotliarevsky được xuất bản vào năm 1798 đã giúp thiết lập ngôn ngữ Ukraina hiện đại, cùng với sự hồi sinh sau đó của truyền thống và văn hóa dân tộc, tên dân tộc Ukraina và khái niệm về ngôn ngữ Ukraina trở nên nổi bật hơn vào đầu thế kỷ 19 và dần dần thay thế các từ "Rusyn" và "Ruthenia". Ở những khu vực nằm ngoài quyền kiểm soát của nhà nước Nga/Liên Xô cho đến giữa thế kỷ 20 (Tây Ukraina), người Ukraina được gọi bằng những cái tên đã có từ trước của họ. Tên gọi người Ukraina ban đầu được sử dụng phổ biến tại miền Trung Ukraina và không có chỗ đứng vững chắc tại Galicia và Bukovina cho đến cuối thế kỷ 19, tại Ngoại Karpat cho đến thập niên 1930, và tại vùng Prešov cho đến cuối thập niên 1940.
Tên gọi hiện đại Ukraintsi (người Ukraina) bắt nguồn từ Ukraina, một tên gọi được ghi lại lần đầu vào năm 1187. Một số thuyết khoa học cố gắng giải thích từ nguyên của thuật ngữ này. Theo thuyết truyền thống, nó bắt nguồn từ gốc Slav nguyên thủy *kraj-, có hai nghĩa, một nghĩa là quê hương như trong "nash rodnoi kraj" (quê hương chúng ta), và nghĩa khác là "rìa, ranh giới", và ban đầu có nghĩa là "ngoại vi", "miền biên giới" hay "khu vực biên giới". Theo thuyết khác thì thuật ngữ ukraina cần được phân biệt với thuật ngữ okraina: trong khi thuật ngữ sau có nghĩa là "miền biên giới", thuật ngữ trước mang nghĩa "mảnh đất bị cắt" nên mang hàm nghĩa "đất của chúng tôi", "đất được giao cho chúng tôi".
Trong ba thế kỷ qua, dân cư Ukraina trải qua các thời kỳ Ba Lan hoá và Nga hóa, nhưng họ vẫn bảo tồn một nền văn hóa chung và ý thức về bản sắc chung.

## Phân bổ địa lý

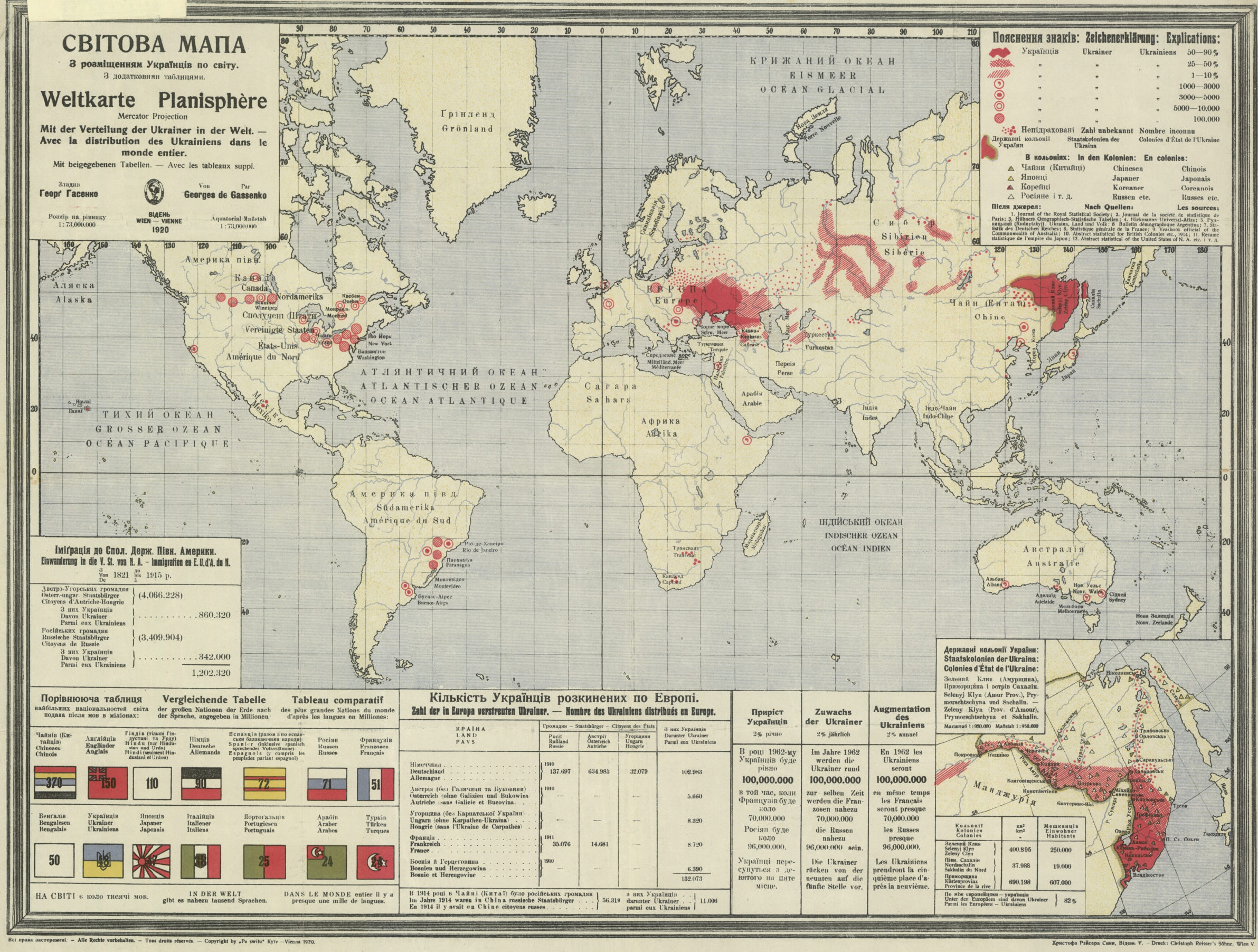
Người Ukraina định cư trên khắp thế giới vào năm 1920

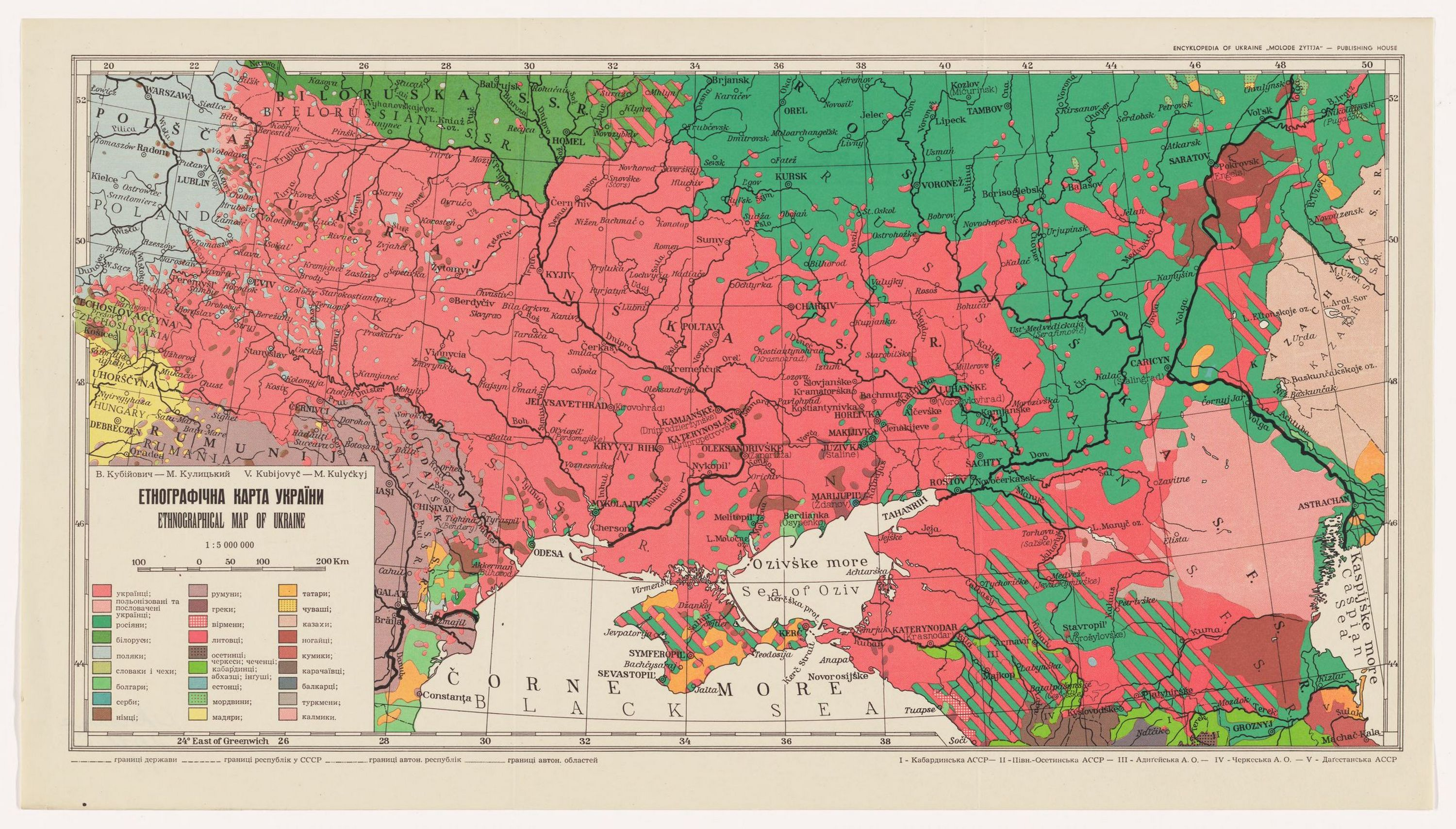
"Bản đồ dân tộc học Ukraina" được in ngay sau Chiến tranh thế giới thứ hai. Vùng đất có nhiều người dân tộc Ukraina sinh sống có màu hoa hồng.

Dân số người dân tộc Ukraina tại Ukraina theo tỉnh (2001)

Hầu hết người dân tộc Ukraina sinh sống tại Ukraina, tại quốc gia này họ chiếm khoảng 3/4 dân số. Cộng đồng người Ukraina đông nhất bên ngoài Ukraina là tại Nga với khoảng 1,9 triệu công dân Nga nhận là thuộc dân tộc Ukraina, trong khi hàng triệu công dân Nga khác (chủ yếu tại miền Nam Nga) có một phần tổ tiên là người Ukraina. Chẳng hạn như cư dân vùng Kuban bị dao động giữa ba danh tính: Ukraina, Nga (một danh tính được chế độ Xô viết ủng hộ) và "Cossack". Khoảng 800.000 người có tổ tiên Ukraina sống tại Viễn Đông Nga trong một khu vực từng được gọi là "Ukraina Xanh".
Trong một cuộc thăm dò quốc gia năm 2011 tại Ukraina, 49% người Ukraina cho biết họ có người thân sống tại Nga.
Theo một số giả định trước đây, ước tính có gần 2,4 triệu người có nguồn gốc Ukraina sống tại Bắc Mỹ (1.359.655 tại Canada và 1.028.492 tại Hoa Kỳ). Một lượng lớn người gốc Ukraina sống tại Brazil (600.000), Kazakhstan (338.022), Moldova (325.235), Argentina (305.000), (Đức) (272.000), Ý (234.354), Belarus (225.734), Uzbekistan (124.602), Cộng hoà Séc (110.245), Tây Ban Nha (90.530–100.000) và Romania (51.703–200.000). Ngoài ra còn có các cộng đồng người Ukraina đông đảo tại các quốc gia như Latvia, Bồ Đào Nha, Pháp, Úc, Paraguay, Anh, Israel, Slovakia, Kyrgyzstan, Áo, Uruguay và Nam Tư cũ. Nói chung, cộng đồng người Ukraina có mặt ở hơn 120 quốc gia trên thế giới.
Số người Ukraina tại Ba Lan lên khoảng 51.000 người vào năm 2011 (theo điều tra dân số Ba Lan). Kể từ năm 2014, người Ukraina gia tăng mạnh việc nhập cư sang Ba Lan. Dữ liệu cho thấy lượng công nhân nhập cư Ukraina tại Ba Lan ở mức 1,2 – 1,3 triệu vào năm 2016.
Trong những thập niên cuối của thế kỷ 19, nhiều người Ukraina bị chế độ chuyên quyền Sa hoàng Nga buộc phải chuyển đến các khu vực thuộc Nga tại châu Á, trong khi nhiều người Slav dưới quyền cai trị của Áo-Hung đã di cư đến Tân Thế giới để tìm kiếm việc làm và cơ hội kinh tế tốt hơn. Ngày nay, các cộng đồng dân tộc thiểu số Ukraina quy mô lớn cư trú tại Nga, Canada, Hoa Kỳ, Brazil, Kazakhstan, Ý và Argentina. Theo một số nguồn tin, khoảng 20 triệu người bên ngoài Ukraina được xác định là có nguồn gốc dân tộc Ukraina, tuy nhiên dữ liệu chính thức của các quốc gia tương ứng đưa ra cộng lại không quá 10 triệu. Người Ukraina có một trong những cộng đồng tha hương lớn nhất trên thế giới.

### Di truyền học

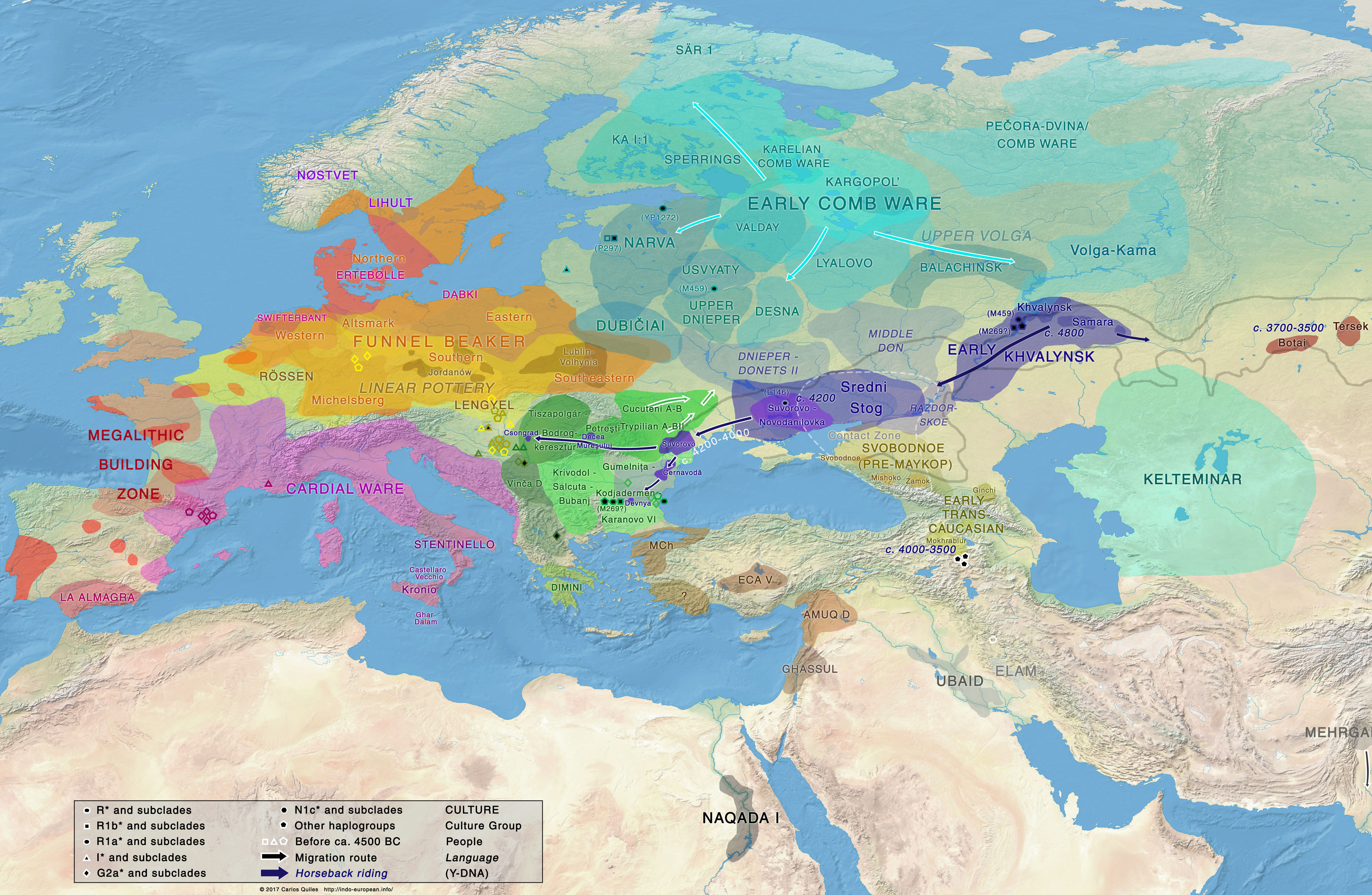
Các cuộc di cư thời đại đồ đá mới khoảng 5000–4000 TCN. Người thuộc văn hóa Sredny Stog Ấn-Âu nguyên thủy là kết quả của sự kết hợp di truyền giữa người săn bắt-hái lượm Đông Âu và người săn bắt–hái lượm Kavkaz.

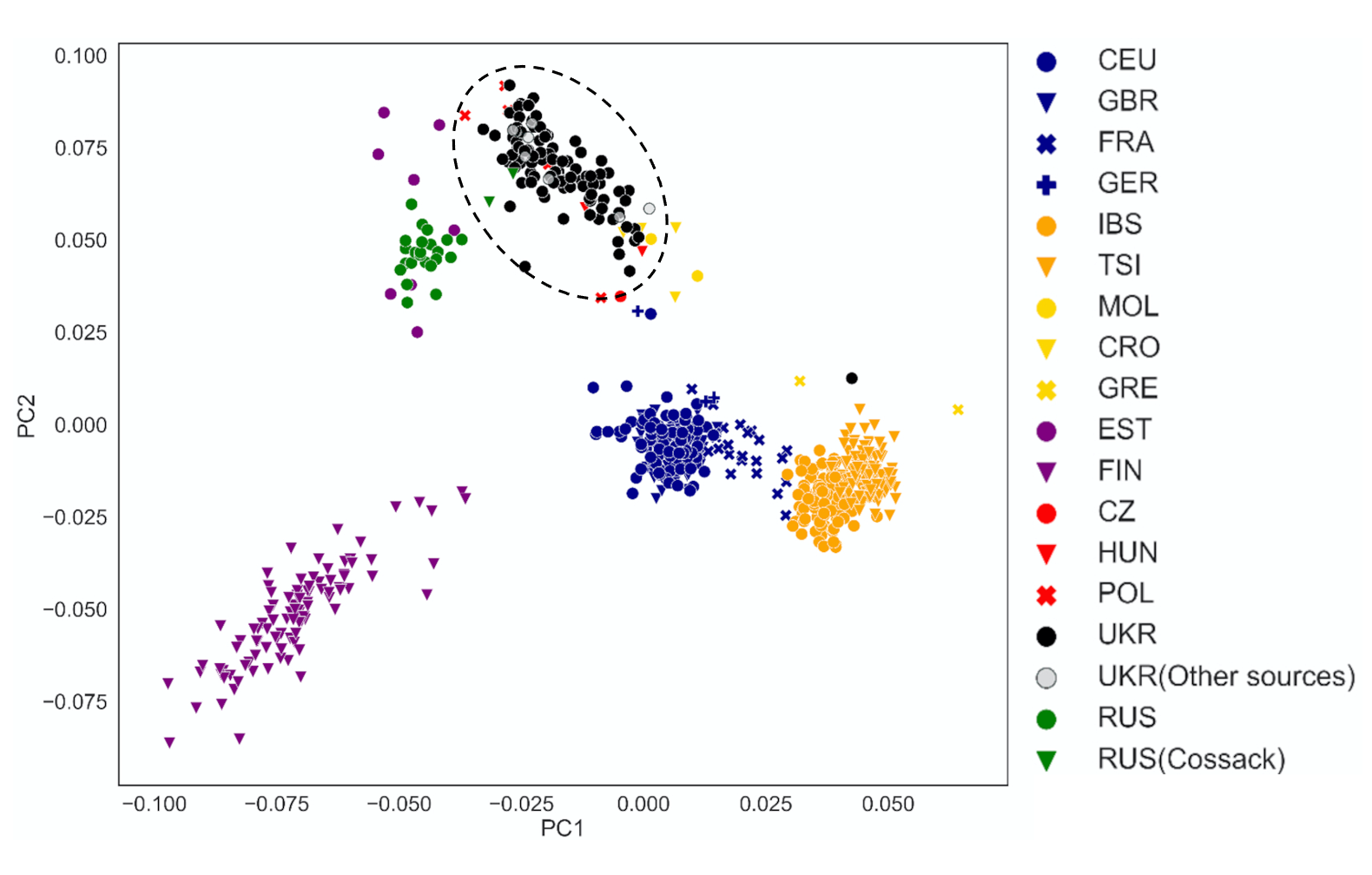
Phân tích thành phần chính của dân cư châu Âu từ Dự án bộ gen Ukraina

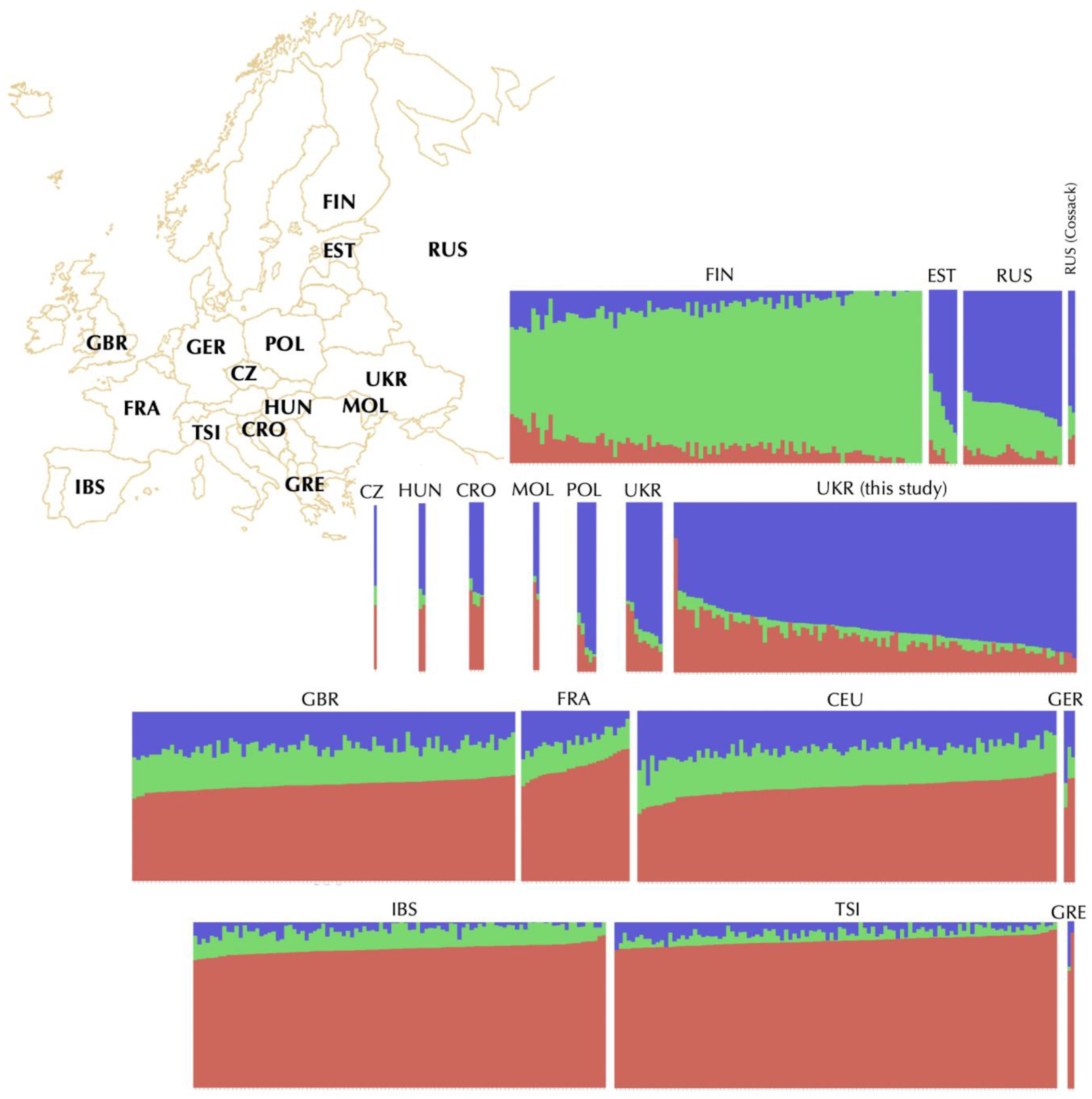
Sơ đồ cấu trúc của quần thể châu Âu từ Dự án bộ gen Ukraina

## Dân tộc liên quan

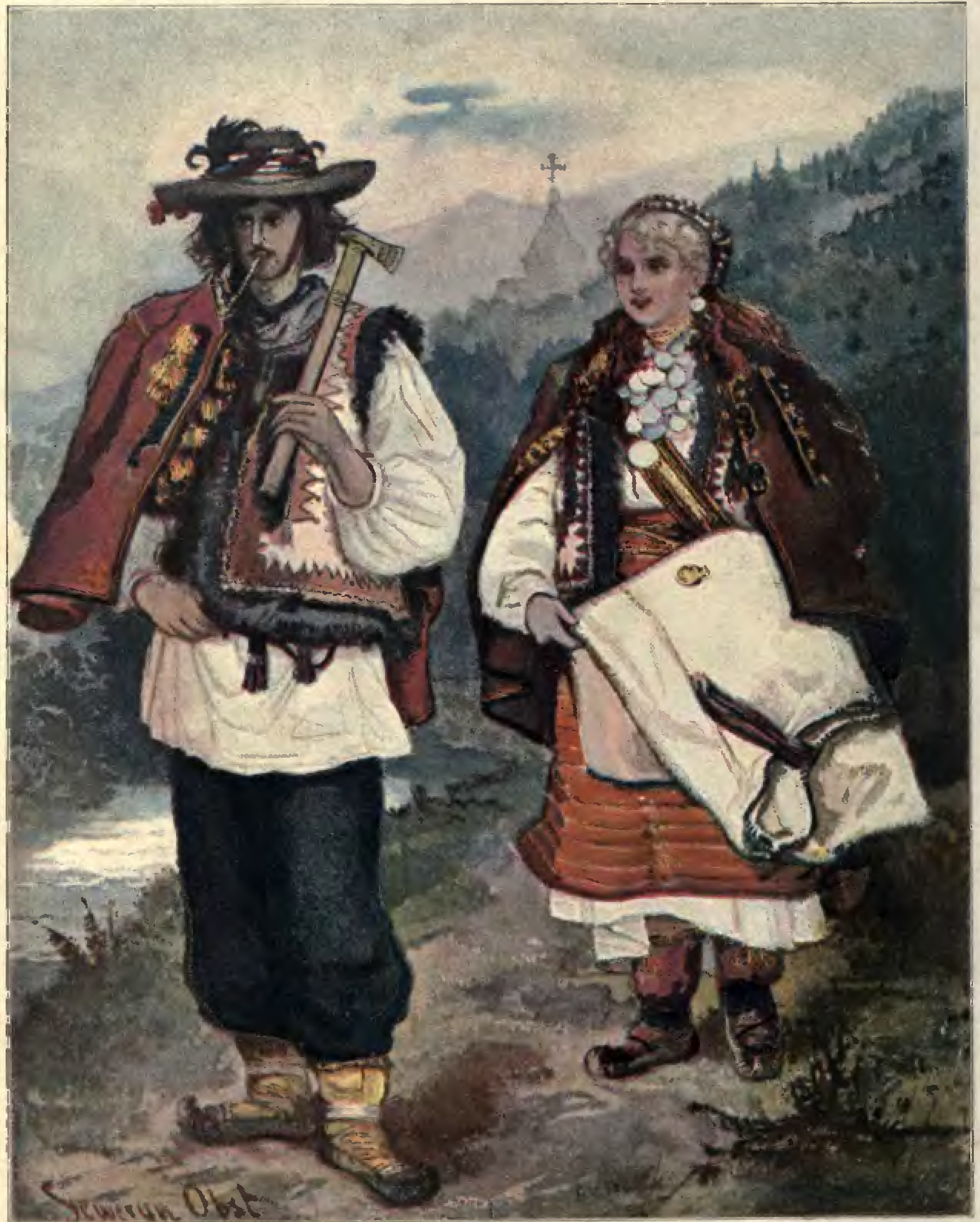
Chân dung người Hutsul, sống tại dãy núi Karpat, 1902

### Lịch sử sơ khởi

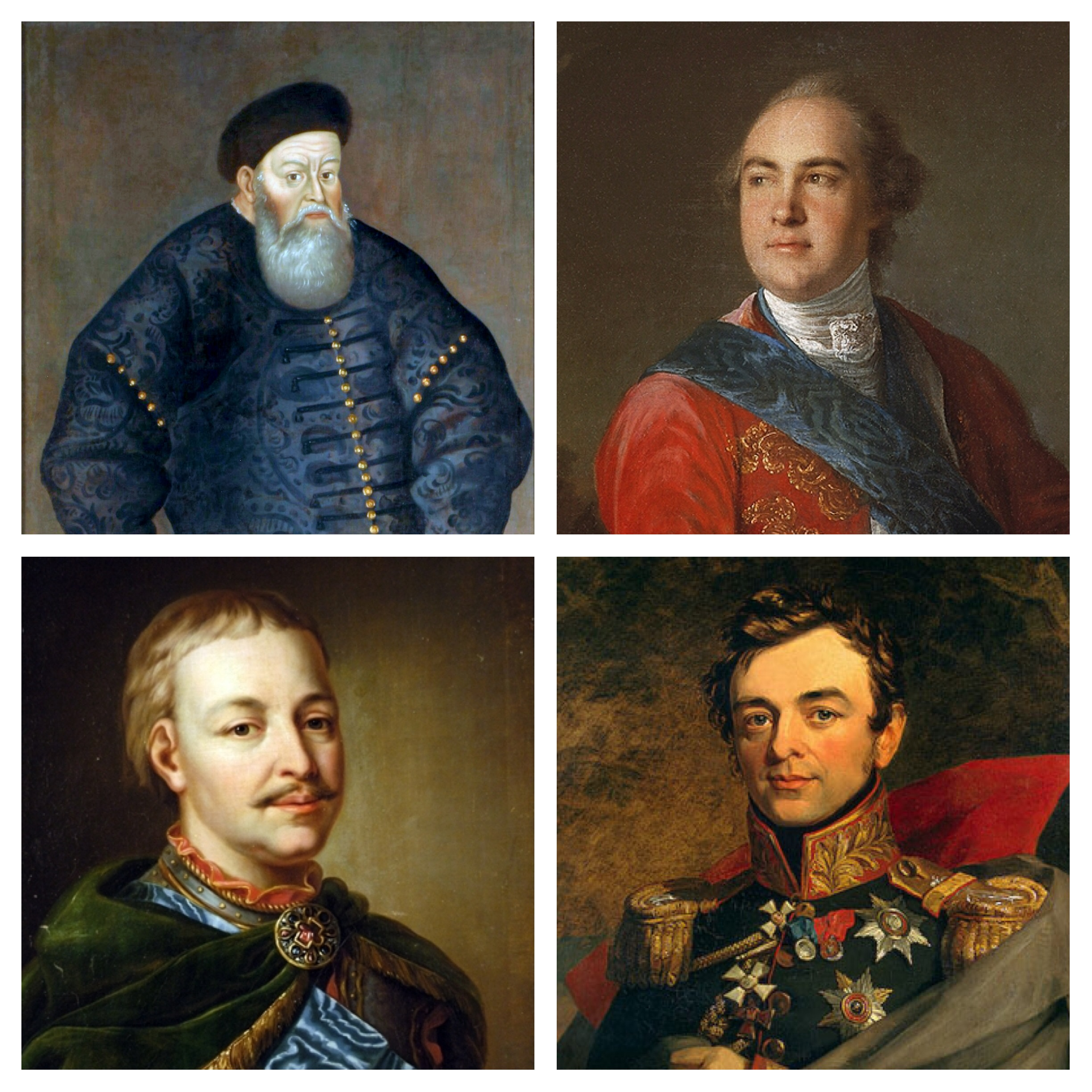
Kostiantyn Ostrozkyi (thân vương, trên trái), Kyrylo Rozumovskyi (hetman, trên phải), Ivan Mazepa (hetman, dưới trái), Ivan Paskevych (thân vương, nguyên soái, dưới phải)

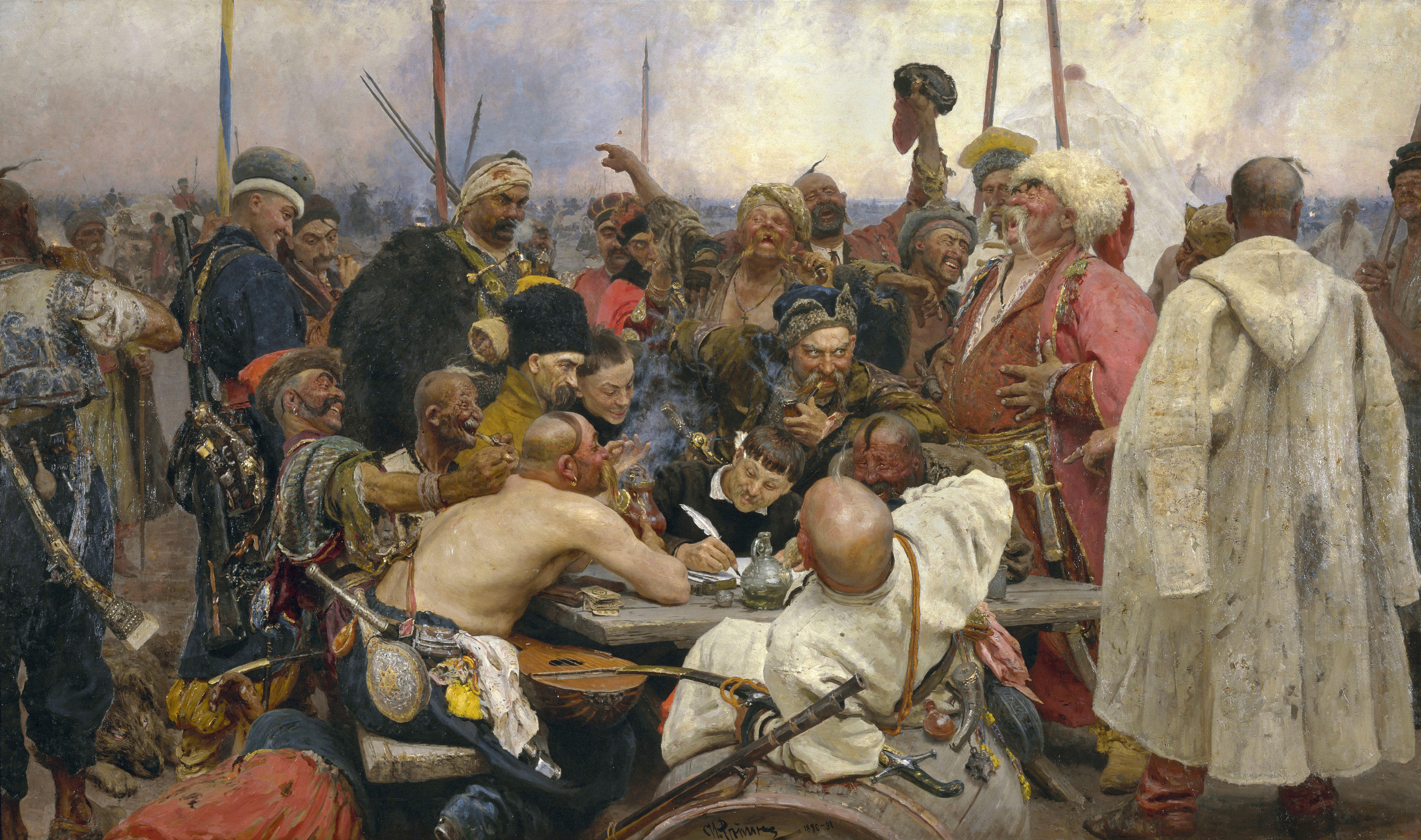
Hồi đáp của người Cossack Zaporozhia đến Sultan Mehmed IV của Ottoman. Ilya Repin vẽ từ 1880 đến 1891. Hai mâu bên trái được bao với các màu sắc truyền thống của Ukraina – xanh/vàng và đỏ/đen.

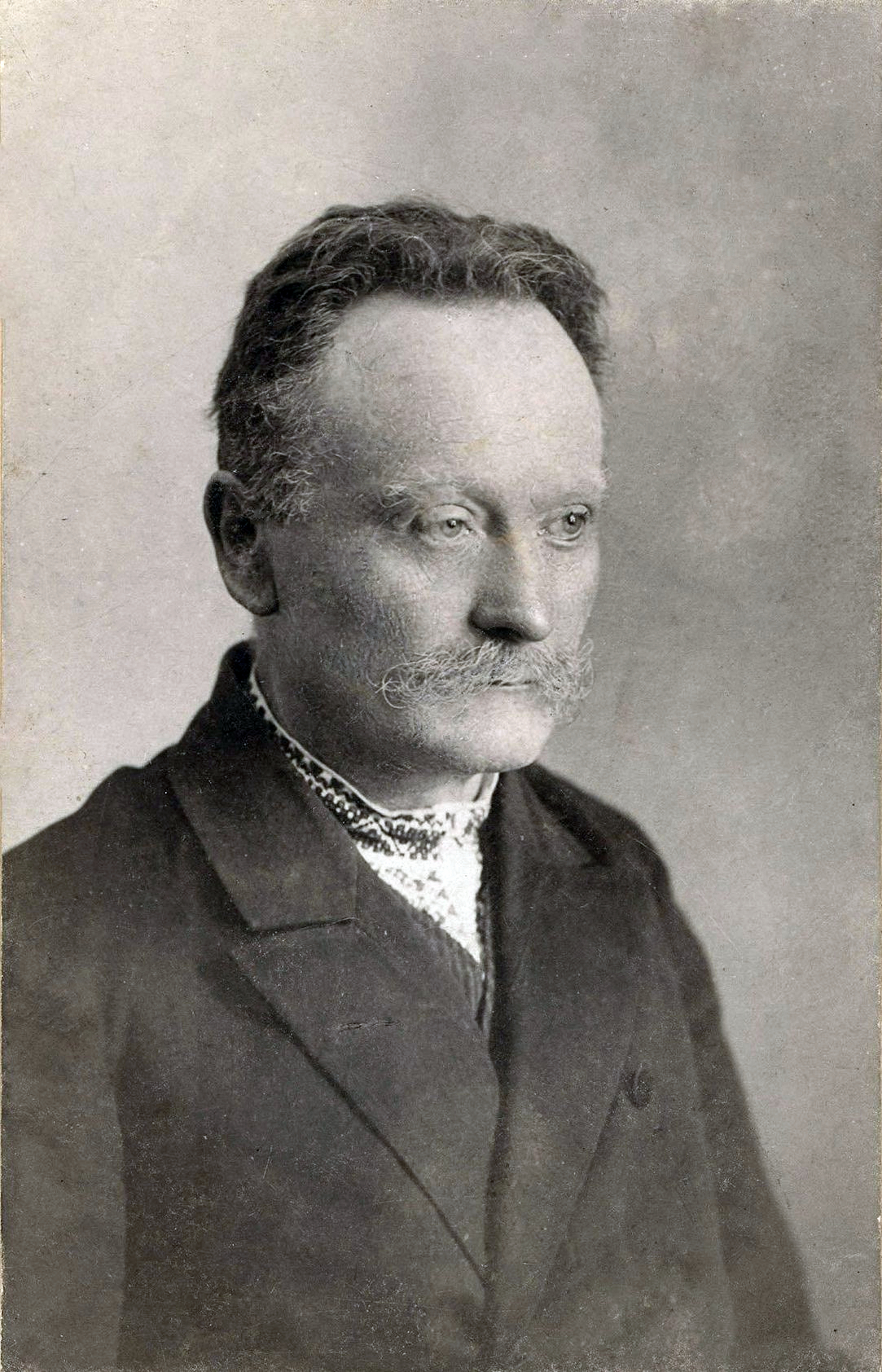
Ivan Franko, nhà văn và nhà thơ Ukraina

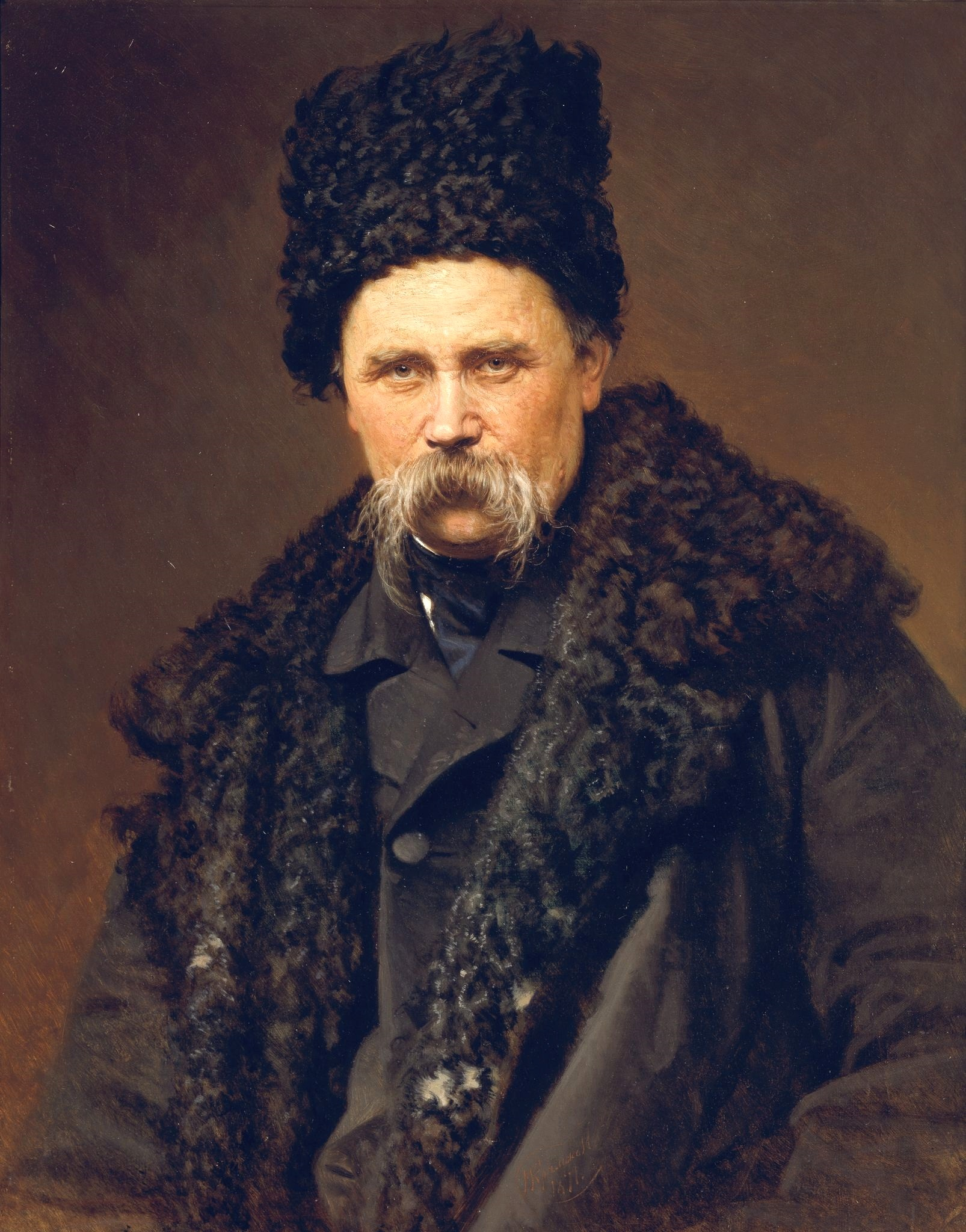
Taras Shevchenko, thi sĩ dân tộc Ukraina

### Thời Liên Xô

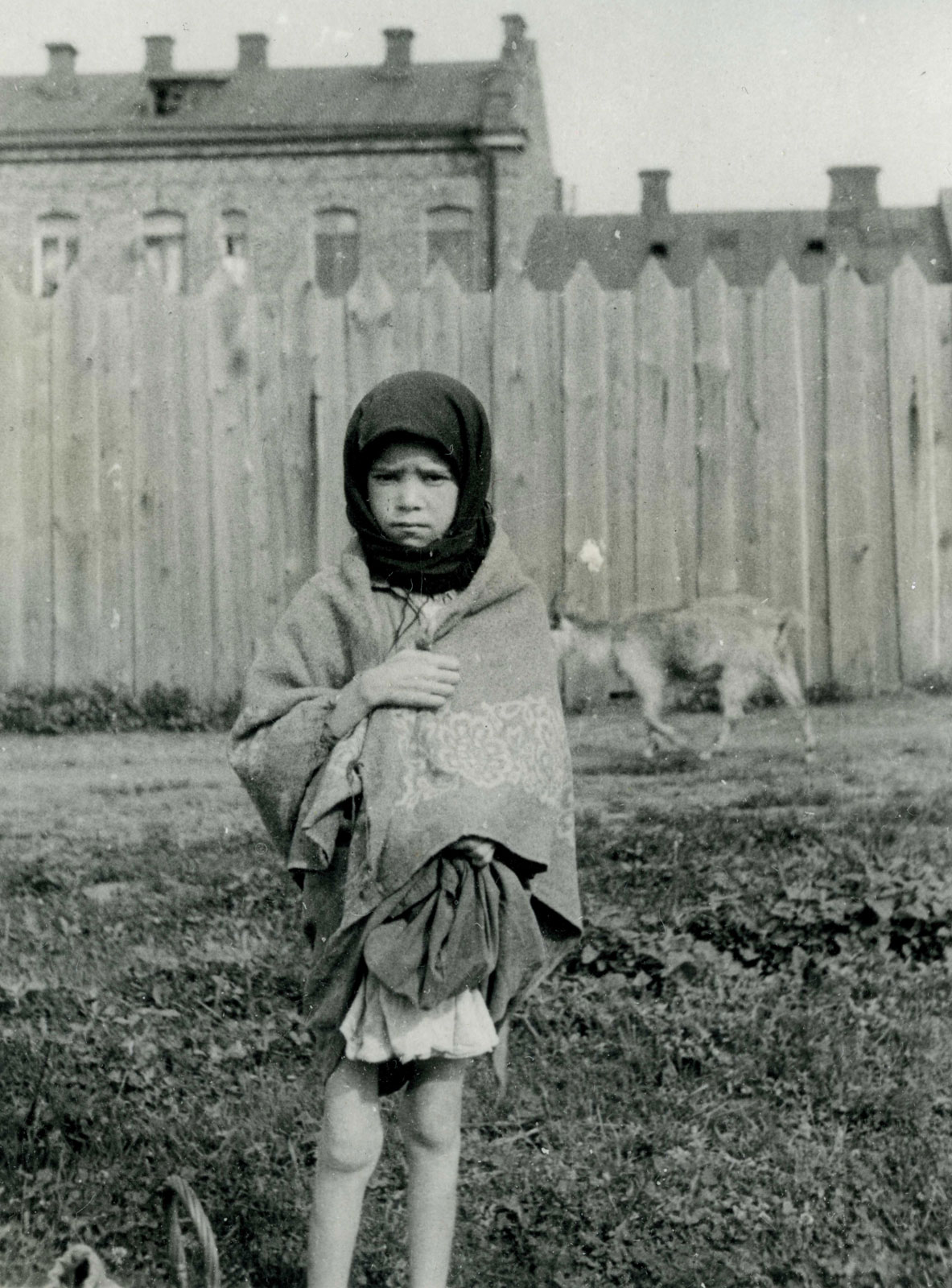
Một cô gái tại Kharkiv trong Holodomor

Valentin Glushko, nhà thiết kế động cơ tên lửa trong chương trình không gian của Liên Xô.

## Bản sắc dân tộc

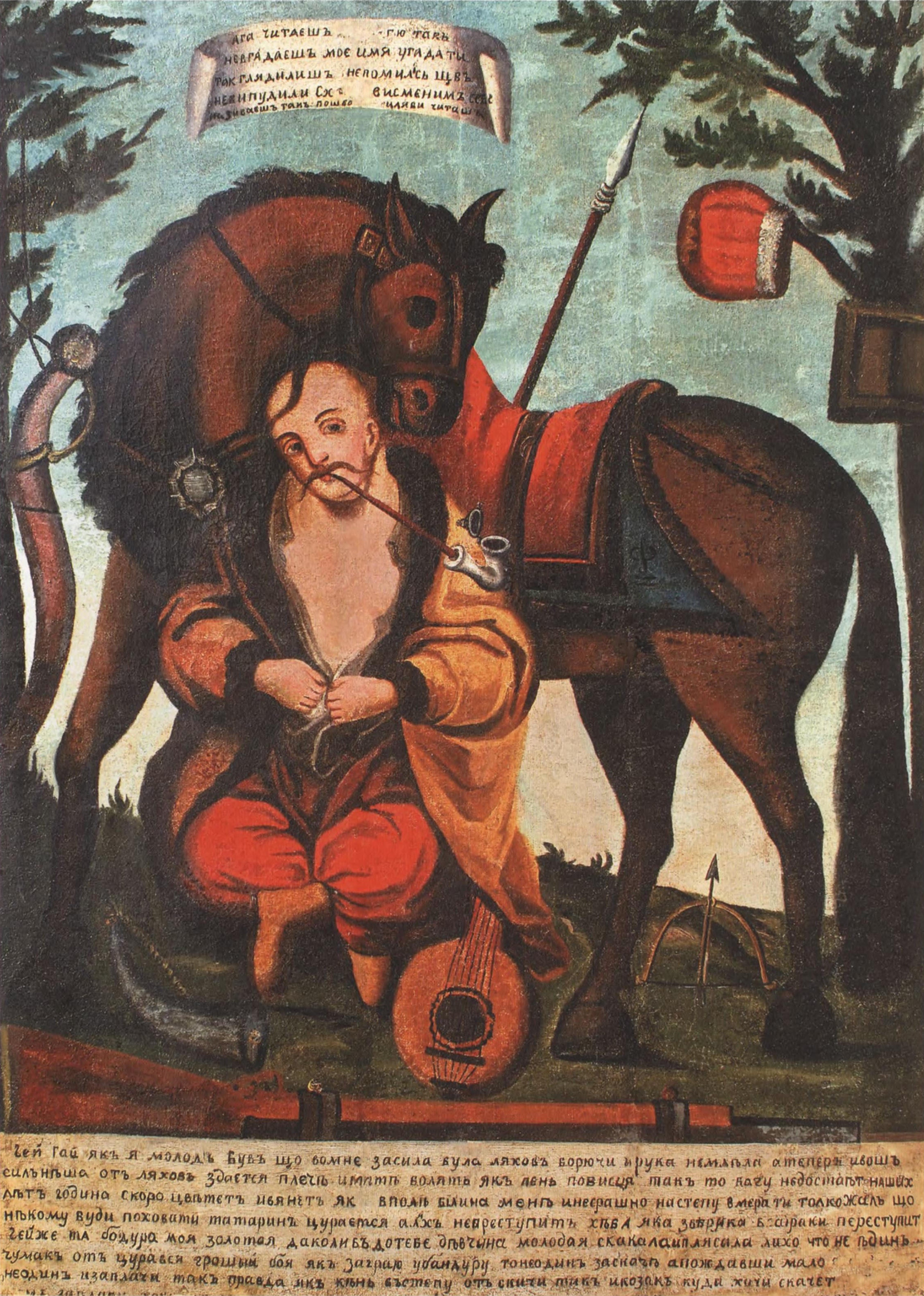
Cossack Mamay, một trong số nhân cách hóa dân tộc của người Ukraina.

## Văn hóa

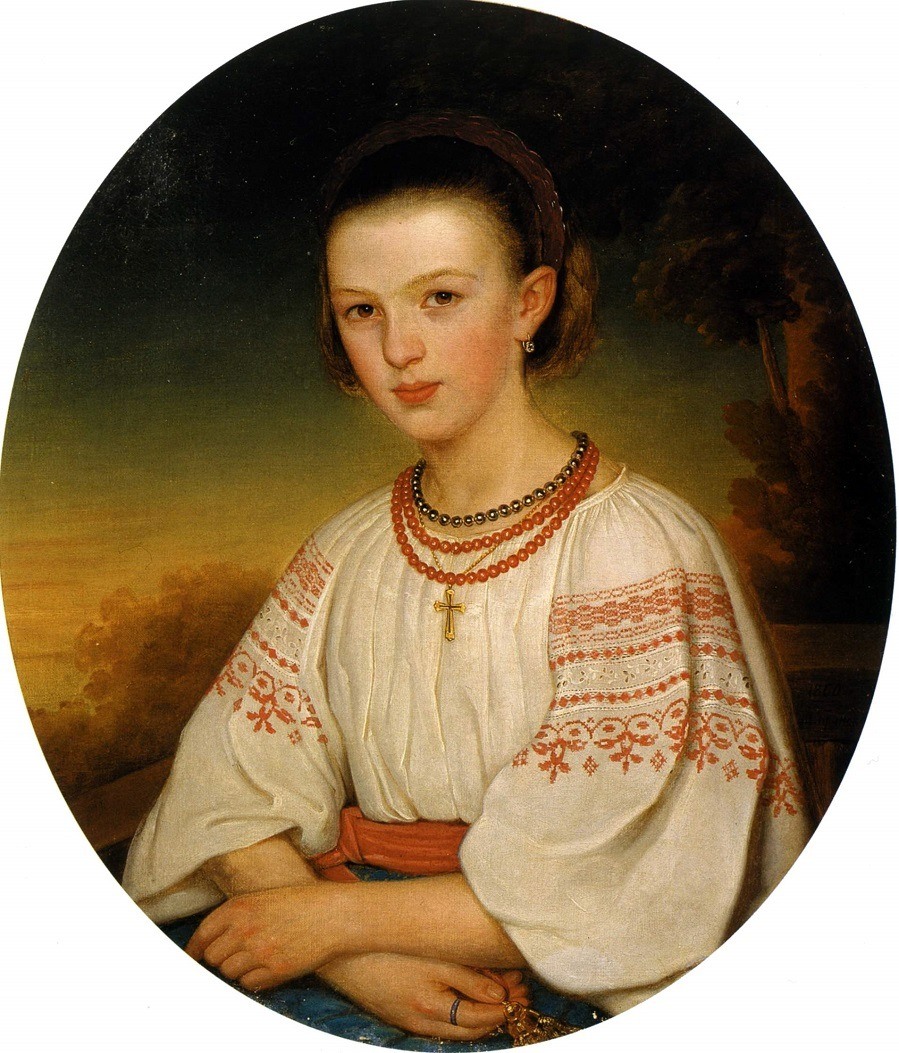
Chân dung người phụ nữ Ukraina trong trang phục dân tộc, 1860.

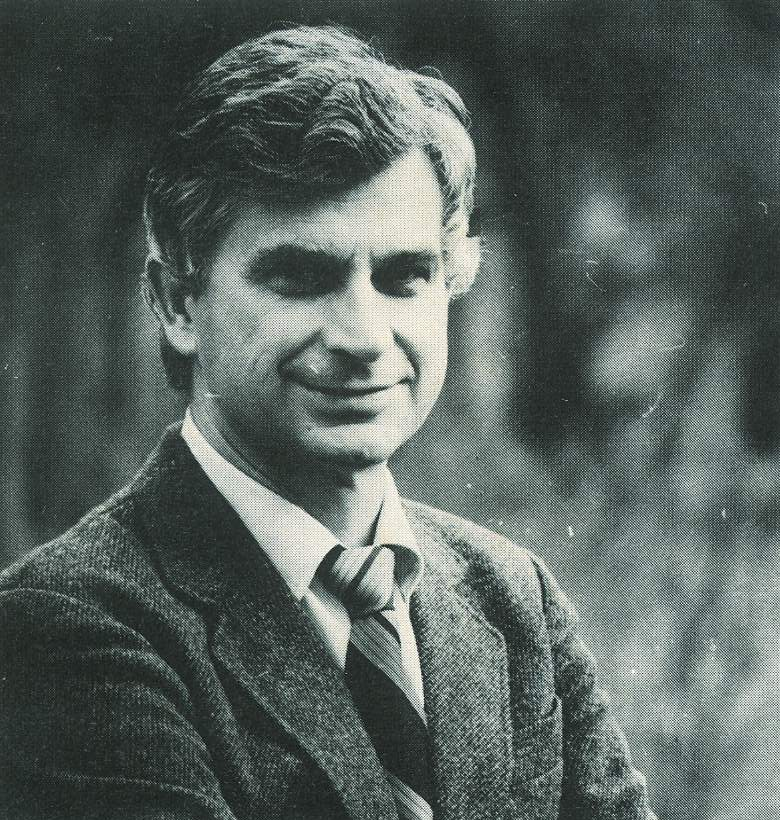
Anatoliy Solovianenko, một giọng nam cao opera người Ukraina

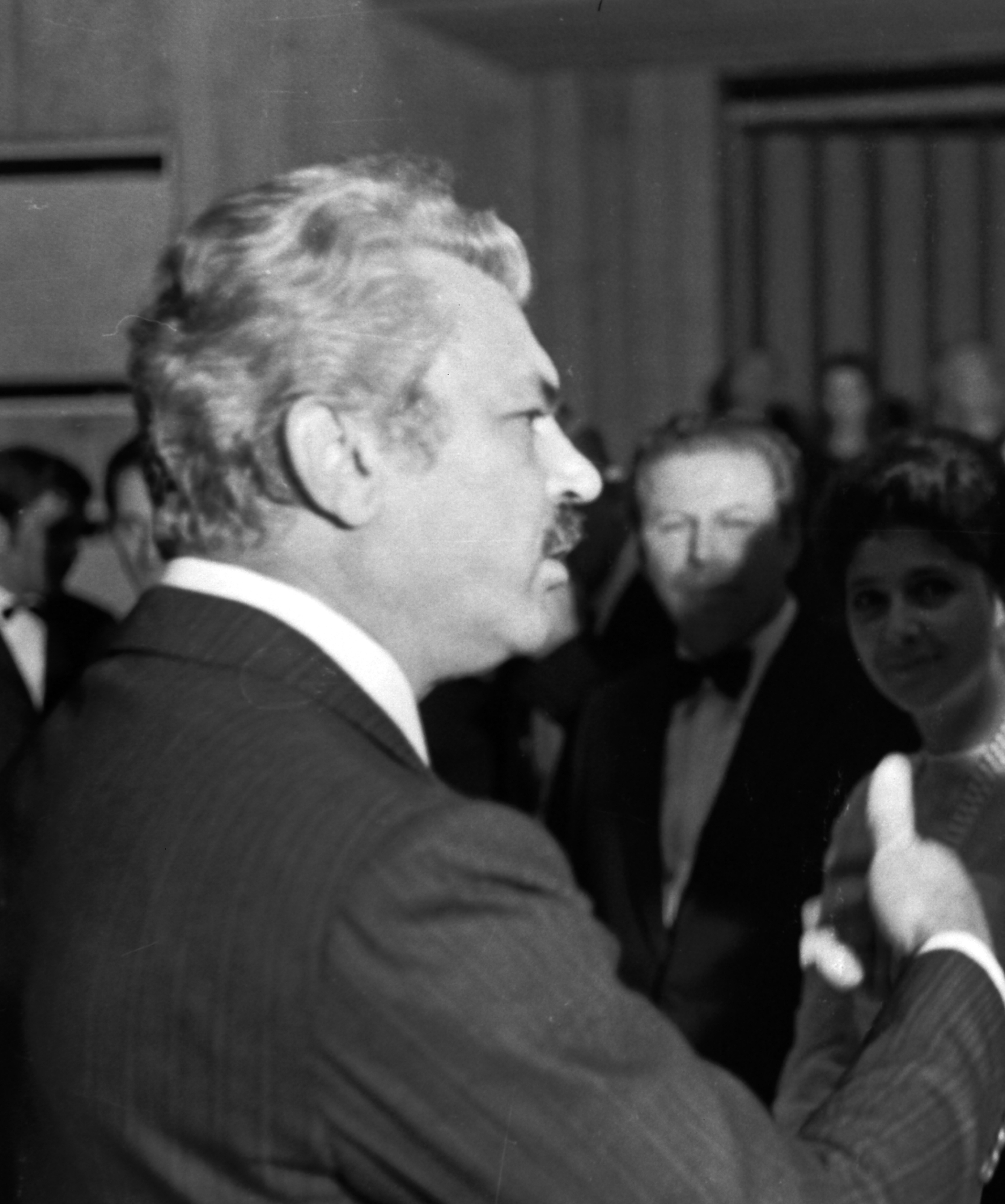
Đạo diễn điện ảnh Liên Xô gốc Ukraina Sergei Bondarchuk

### Ngôn ngữ

Sự phổ biến của tiếng Ukraina vào đầu thế kỷ 20

Dân số có tiếng mẹ đẻ là tiếng Ukraina tại Ukraina (2001)

### Tôn giáo

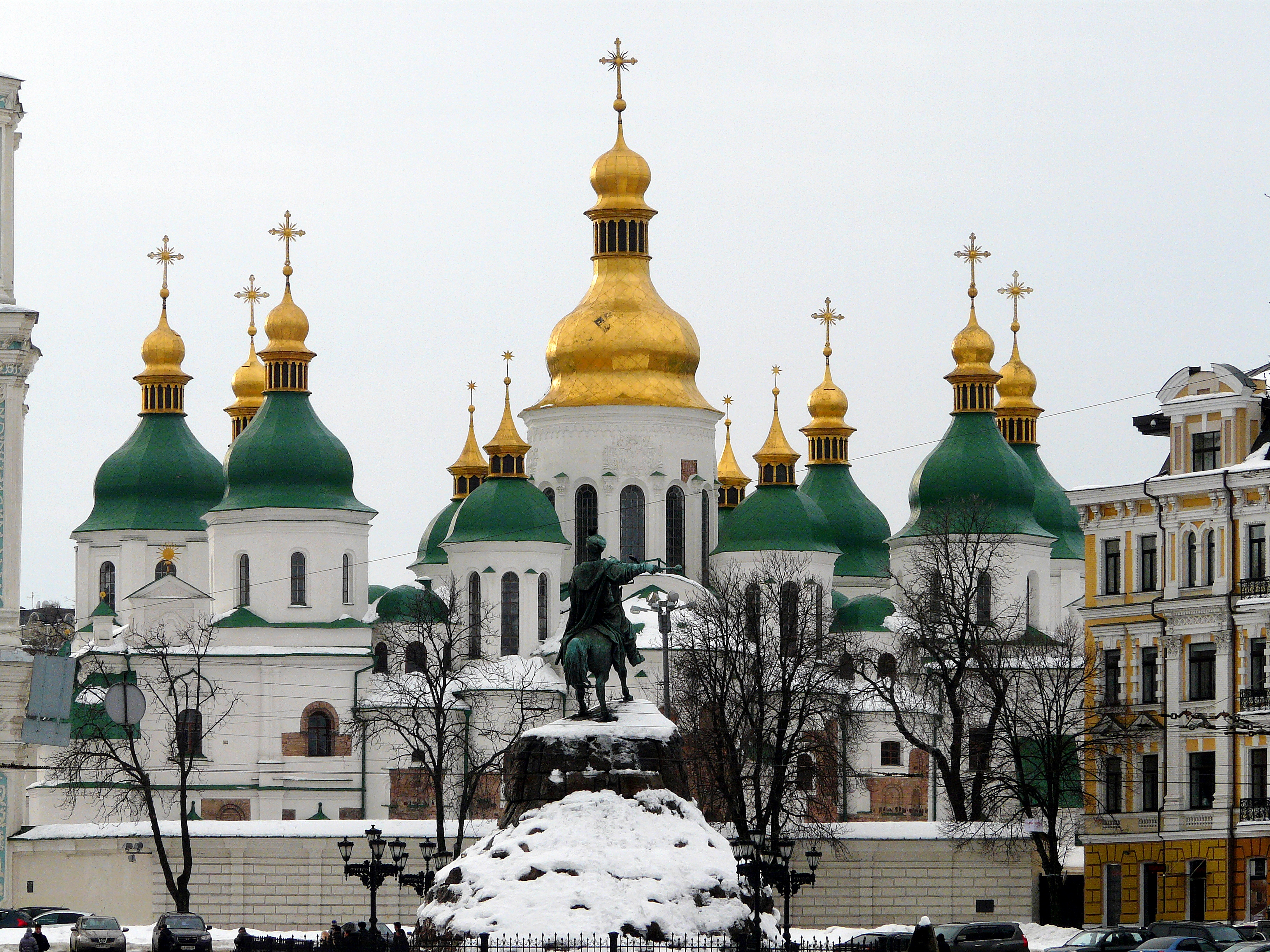
Nhà thờ chính tòa Thánh Sophia, Kyiv.

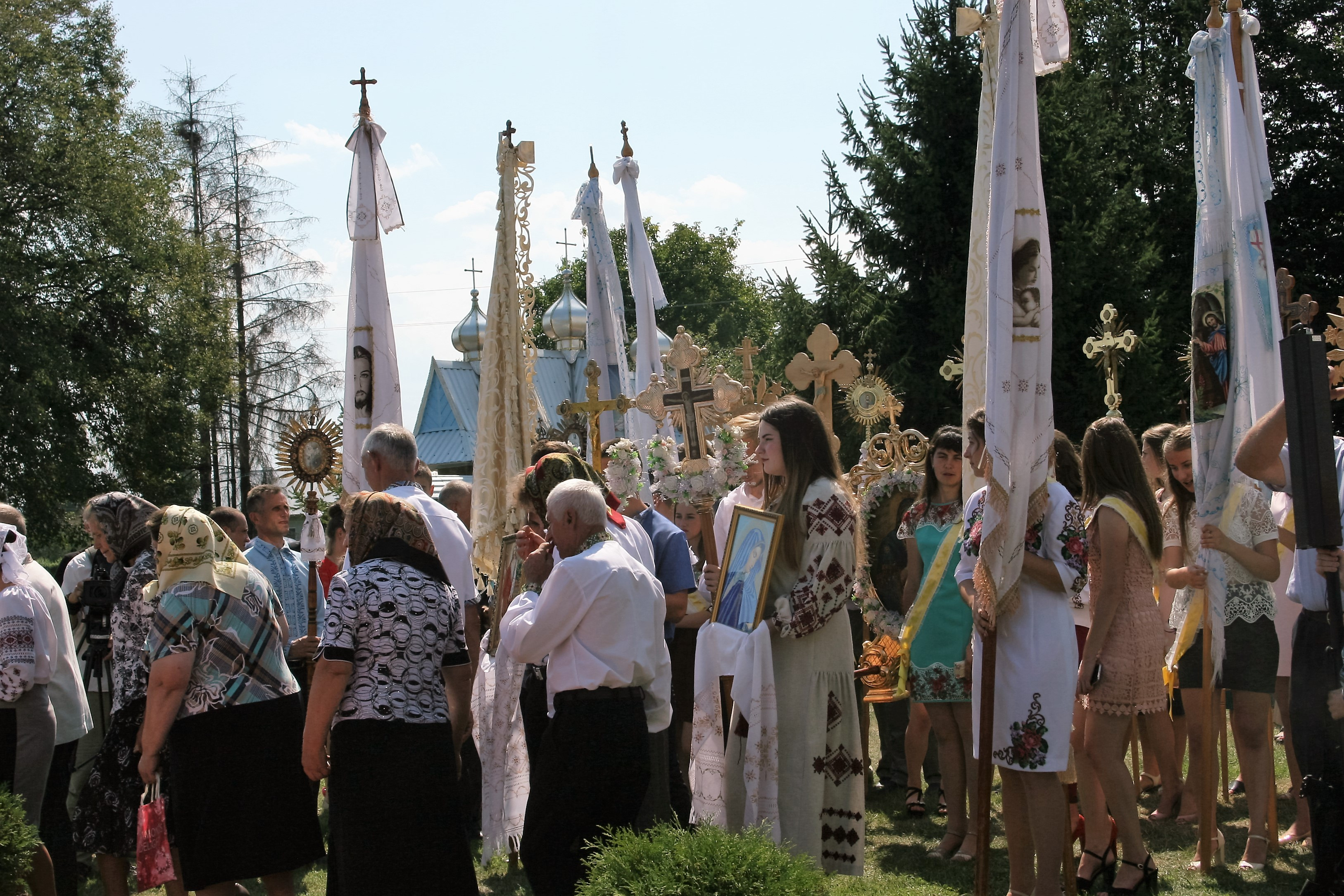
Lễ rước của Công giáo Hy Lạp Ukraina

### Âm nhạc

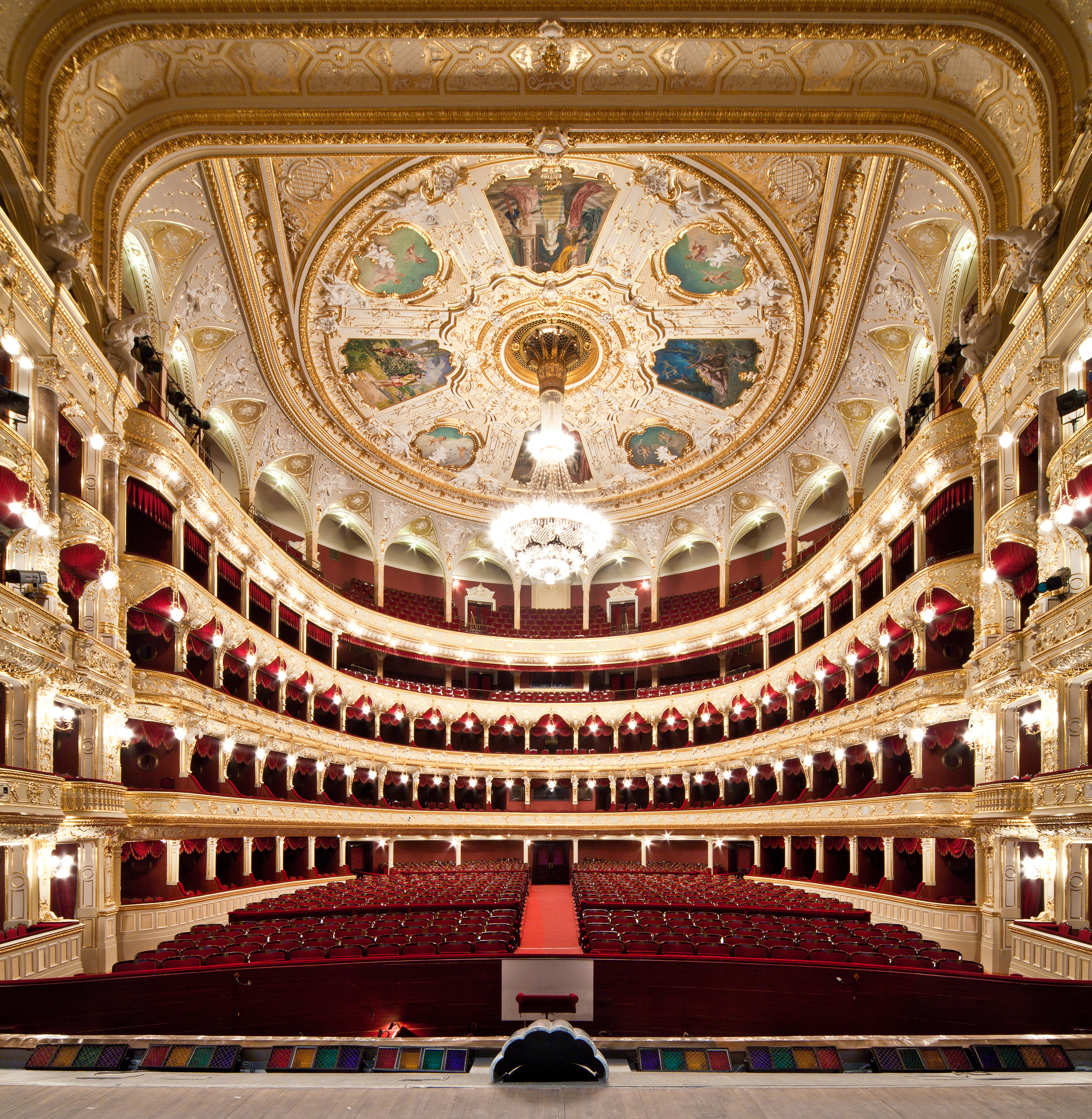
Nhà hát Opera Odesa

### Vũ đạo

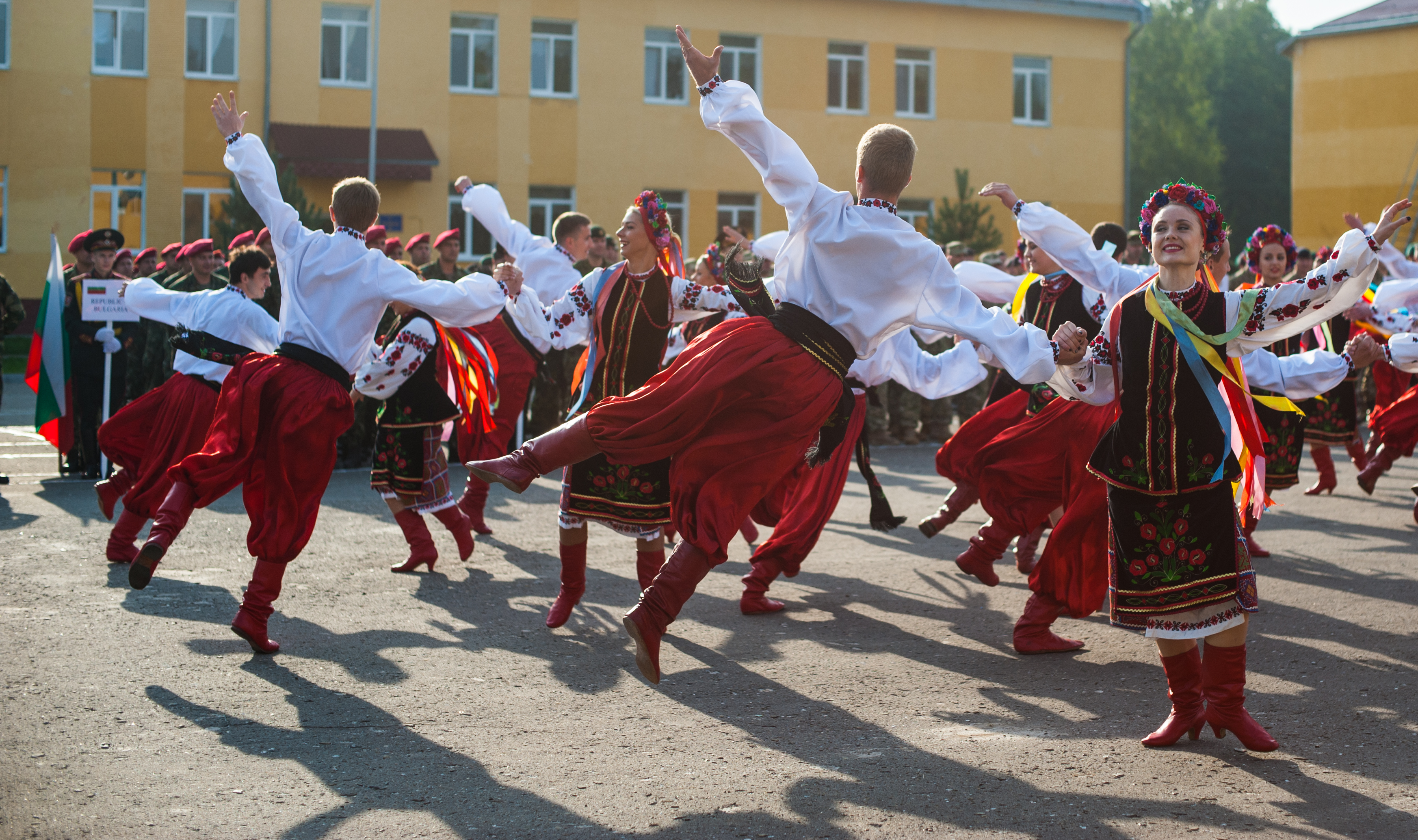
Vũ đạo Ukraina Hopak.

### Biểu tượng

Quốc huy Ukraina
Quốc kỳ Ukraina